# 타리어스
타리어스(The Tarriers)는 포크송, 포크적 팝 음악을 전문으로 하는 미국의 보컬 그룹이다. 위버스의 뒤를 이어 나타나, 보다 더 팝스적인 감각을 강조하여 킹스턴 트리오 등의 선구적 존재가 된 그룹이다. 에릭 달링, 보브 케어리(흑인), 알란 아칸의 트리오로서 1956년경에 발족, <바나나 보트 송>으로 크게 성공을 하였다. 1958년에 달링이 탈퇴한 후부터는 자주 멤버가 바뀌어 클라렌스 쿠퍼(흑인), 엘릭 와이즈버그, 마셜 브리크맨, 알디너 등이 출입하여, 때로는 셋이 되기도 하고 넷이 되기도 하였다. 1965년 말에 해산하였다.